# 인피니티 QX60
인피니티 QX60은 일본의 제조사인 인피니티에서 생산하고 판매중인 준대형 SUV이다.

## 1세대
2012년 4월 미국에서 2013년형 모델로 발표되었다. 컨셉트형은 2011년 페블 비치 콩쿠르 델레강스 이벤트에서 데뷔했으며, 프로덕션 모델은 2011년 로스앤젤레스 오토쇼에서 공개되었다.
QX60은 인피니티가 출시한 최초의 3열 크로스오버였다. 디자인 작업은 2009년까지 시로 나쿠무라의 오코시 나오유키가 담당하였다. 2012년 닛산은 Pathfinder가 2013년형 QX60과 동일한 플랫폼을 갖게 될 것이라고 발표했다.
이전에는 오스트레일리아 시장에 대해 고려 중이었지만 오른쪽 핸들 리엔지니어링 및 현지 승인에 대한 숫자가 합산되지 않았고 닛산 패스파인더 형제와 달리 호주 당국의 승인을 받지 못했다.

### 드라이브 트레인 & 엔진

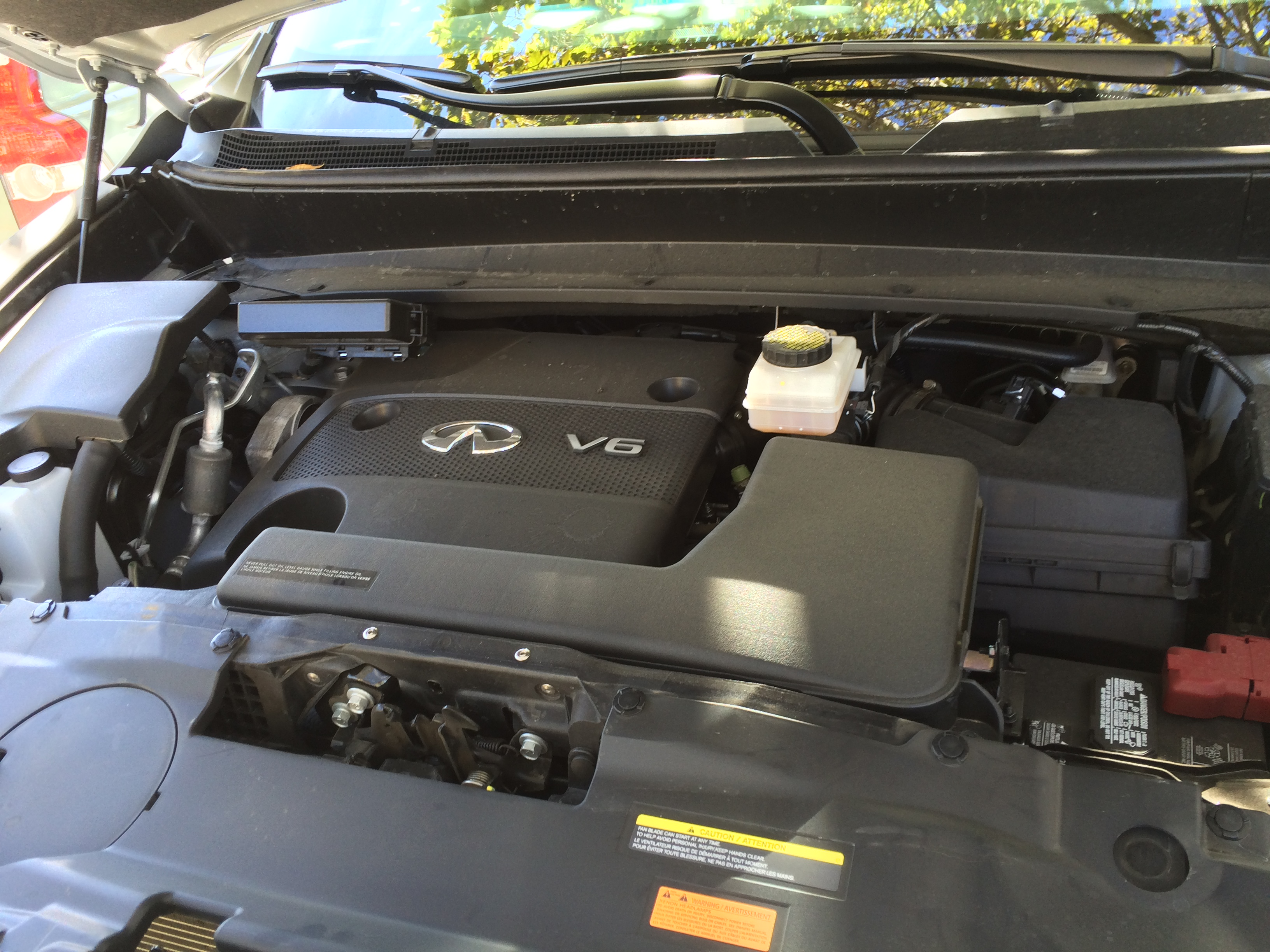
인피니티 QX60 3.5L VQ35DE V6

QX60의 3.5리터 V6 엔진은 265 hp (198 kW) 및 248 lb·ft (336 N·m)의 출력을 생성하며 연속 가변 변속기를 사용한다.
2014년형에는 하이브리드 버전이 도입되었다. 하이브리드는 전기 모터가 장착된 슈퍼차지 2.5리터 트윈캠 16밸브 4기통 엔진과 3열 시트 아래에 위치한 소형 0.6kWh 리튬 이온 배터리 팩으로 구동된다.

### 성능 및 안전성
- 0–60 mph (97 km/h) 8.3초
- 3.5L  24-밸브 V6 엔진, 알루미늄 합금 블록 및 헤드
- 12.6 x 1.10인치 환기 디스크/12.13 x 0.63인치 환기 디스크; 4륜, 4채널 ABS
- 자동 온/오프 고강도 방전 이중 기능 크세논 헤드라이트
- 통합 전면 안개등
- LED 리어 브레이크 라이트 및 센터 하이마운트 정지등
- LED 주간 주행등(2016년~현재)

## 2세대
2021년 6월 23일 공개되었다. 이전에 QX60 모노그래프 컨셉으로 미리 공개되었으며 2021년 2월 초에 데뷔한 R53 닛산 패스파인더와 함께 2022년 모델로도 개발되었다. 또한 이전 세대에서 사용된 아키텍처 버전을 사용하며 강성을 높이기 위해 추가 고강도 강철 및 기타 재료로 업데이트되었다.
이전 세대와 동일한 파워트레인과 ZF의 9단 자동과 결합된 VQ35DD 3.5리터 V6 가솔린 엔진인 패스파트너를 사용하여 연속 가변 변속기를 대체한다.

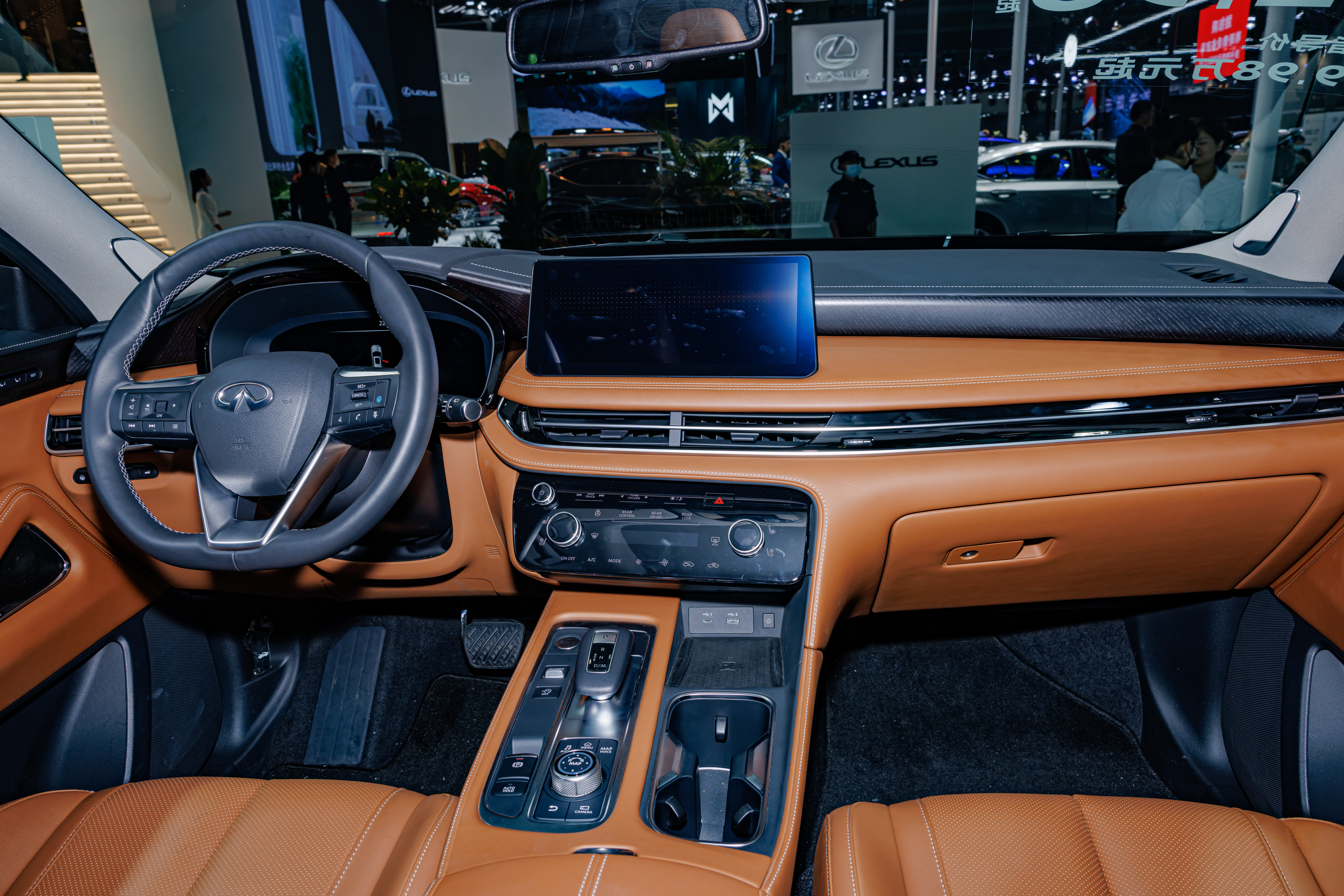
2세대 인피니티 QX60 인테리어